# David LeRoy Anderson
David LeRoy Anderson ist ein US-amerikanischer Maskenbildner und Spezialeffektkünstler.

## Leben
Anderson ist Sohn des ebenfalls als Maskenbildner und Spezialeffektkünstler arbeitenden Lance Anderson. 1997 wurde er mit dem Oscar in der Kategorie Bestes Make-up und beste Frisuren für Der verrückte Professor ausgezeichnet. Für den Film erhielt er im selben Jahr zudem den Saturn Award. Im darauf folgenden Jahr gewann er für Men in Black einen weiteren Oscar. 2005 war er zusammen mit seinem Vater für Das Comeback ein weiteres Mal für den Oscar nominiert, es gewann in diesem Jahr jedoch der Abenteuerfilm Die Chroniken von Narnia: Der König von Narnia.
Anderson ist mit der Schauspielerin Heather Langenkamp verheiratet und hat mit ihr zwei Kinder.

## Auszeichnungen (Auswahl)
- 1997: Oscar in der Kategorie Bestes Make-up und beste Frisuren für Der verrückte Professor
- 1998: Oscar in der Kategorie Bestes Make-up und beste Frisuren für Men in Black
- 2006: Oscar-Nominierung in der Kategorie Bestes Make-up und beste Frisuren für Das Comeback